# Cotilédone

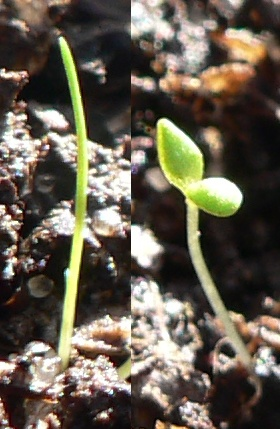
Comparação entre as plântulas de uma mono- e de uma eudicotiledônea germinando

Cotilédone é uma folha embrionária que surge dos embriões das espermatófitas, irrompendo durante a germinação das sementes.
São estruturalmente diferentes das outras folhas, uma vez que cumprem uma função especial para a subsistência deste ser vivo, contribuindo com suas reservas de nutrientes para alimentar a plântula em desenvolvimento, enquanto esta não pode ainda produzir a quantidade suficiente de nutrientes através da fotossíntese.
- As sementes das monocotiledôneas possuem apenas um cotilédone, enquanto as eudicotiledôneas possuem dois. Nas gimnospérmicas, o número de cotilédones é variável[2].É importante lembrar de que nessas sementes (monocotiledôneas e eudicotiledôneas), os cotilédones são carnosos e grandes, e o endosperma é reduzido.
- Monocotiledôneas possuem raiz fasciculada (lembra uma cabeleira), flores trímeras (elementos florais são múltiplos de 3), caule não forma tronco e não cresce em espessura e folhas são paralelinérveas.
- Eudicotiledôneas possuem raiz axial ou pivotante (há um eixo principal). flores são tetrâmera ou pentâmeras, caule cresce em espessura e forma tronco e folhas são largas e reticulinérveas.